# Liodessus rhicnodes
Liodessus rhicnodes är en skalbaggsart som beskrevs av Guignot 1955. Liodessus rhicnodes ingår i släktet Liodessus och familjen dykare. Inga underarter finns listade i Catalogue of Life.